# Chapelle Saint-Roch de Vred
Pour les articles homonymes, voir Chapelle Saint-Roch.
La chapelle Saint-Roch est une chapelle catholique situé à Vred, en France.

## Historique
La chapelle est située dans le département français du Nord, sur la commune de Vred, non loin du commencement de la rue Voltaire-Tison. Il existes d'autres chapelles à Vred, comme Saint-Éloi et Notre-Dame-d’Assistance.